# Шарль Анрі Сансон
Шарль Анрі́ Сансо́н (фр. Charles-Henri Sanson; 15 лютого 1739—4 липня 1806) — головний королівський кат при дворі короля Франції, пізніше кат Першої французької республіки. Походив з династії Сансонів. Виконував страти протягом більш ніж сорока років, власноруч стратив близько 3000 чоловік.

## Біографія
Шарль Анрі Сансон — син ката Шарля Жана-Батіста Сансона і його першої дружини Мадлен Тронсон. У 1754 році, після того як його батька вразив параліч, син змушений був виконувати його обов'язки: так же в підлітковому віці переконався з жахом, що доведеться стати катом, як і батько, і діди. За відгуком небагатьох, хто його знав, Шарль Анрі, що в молодості катував і колесував засуджених, а на старості їх гільйотинував (катування скасувала революція), був «надзвичайно добрий, лагідний, привабливий чоловік», щедро роздавав милостиню тим бідним, які їм не гребували. Тон, одяг, манери у нього були надзвичайно джентльменські, і зі своїми клієнтами він завжди бував вишукано люб'язний: так, відвозячи Шарлотту Корде на ешафот, застерігав її від поштовхів воза і радив сидіти не на краю, а посередині лавки.
Стратив Людовіка XVI, Марію-Антуанетту, Дантона, а також багатьох інших діячів. На правах експерта, він входив до складу комісії з оцінки пропозиції доктора Жозефа Гійотена — застосування «машини для страт», горезвісної гільйотини.
Народ не любив і боявся катів. Відома історія, коли Шарль Анрі Сансон познайомився з якоюсь дамою, представившись вигаданим ім'ям, — дама, дізнавшись правду, подала на нього до суду.
У 1766 році одружився з Марі Анн Жюг'є, у шлюбі з якою мав двох синів: Анрі і Габріеля. Перший замінив його в 1795 році на посаді ката, тоді як сам Шарль Анрі Сансон, вийшовши у відставку, прожив ще до 1806 року.
Залишені мемуари являють Анрі Сансона найцікавішим свідком свого часу.